# Liste der Kulturdenkmale in Vichten
In der Liste der Kulturdenkmale in Vichten sind alle Kulturdenkmale der luxemburgischen Gemeinde Vichten aufgeführt (Stand: 29. September 2022).
| Bild           | Bezeichnung                                          | Lage                           | Beschreibung | Stufe | Eingetragen seit |
| -------------- | ---------------------------------------------------- | ------------------------------ | ------------ | ----- | ---------------- |
| Weitere Bilder | römisches Mosaik, das Teil einer römischen Villa war | an der Lae (Karte)             |              | PCN   | 2. Februar 1996  |
|                | Überreste einer römischen Villa                      | (Karte)                        |              | PCN   | 29. Januar 2010  |
|                | Archäologische Fundstätte                            | im Wald „Scheierbësch“ (Karte) |              | PCN   | 2. Juni 2021     |
|                | Bauernhof                                            | 21, rue Principale (Karte)     |              | PCN   | 1. August 2022   |
| Wohnhaus       | Wohnhaus                                             | 7, rue de la Chapelle (Karte)  |              | IS    | 24. Januar 2014  |
| Waschhaus      | Waschhaus                                            | rue du Lavoir (Karte)          |              | IS    | 2. März 2017     |

Legende: PCN – Immeubles et objets bénéficiant des effets de classement comme patrimoine culturel national; IS – Immeubles et objets inscrits à l’inventaire supplémentaire

## Quelle
- Liste des immeubles et objets beneficiant d’une protection nationales, Nationales Institut für das gebaute Erbe, Fassung vom 12. September 2022, S. 129 f. (PDF)

- Karte mit allen Koordinaten:
- OSM |
- WikiMap